# Londa Schiebinger
Londa Schiebinger é uma historiadora e professora norte-americana, especializada em história da ciência, e docente no Departamento de História da Universidade Stanford.
É doutora pela Universidade Harvard, tendo recebido o título em 1984. Uma autoridade internacional em história do gênero na ciência, é diretora do Gendered Innovations in Science, Medicine, Engineering, and Environment Project (Projeto de Inovações de Gênero em Ciência, Medicina, Engenharia e Meio Ambiente, em tradução literal para o português). É membro eleita da Academia de Artes e Ciências dos Estados Unidos. Recebeu o título de doutor honoris causa da Vrije Universiteit Brussel, na Bélgica, em 2013, da faculdade de ciência da Universidade de Lund, na Suécia, em 2017, e da Universidade de Valência, na Espanha, também em 2017. Atua no comitê consultivo internacional do periódico Signs: Journal of Women in Culture and Society.
Nos últimos 30 anos, Schiebinger analisou o que ela chamou de três reparos — reparar o número de mulheres busca o aumento do número de mulheres em ciência e engenharia, reparar as instituições estimula a igualdade de gênero em carreiras através de uma mudança estrutural em organizações de pesquisa e reparar o conhecimento promove a excelência em ciência e tecnologia por meio da integração da análise de gênero e sexo à pesquisa.
De 2004 a 2012, Schiebinger foi diretora do Instituto Clayman de Pesquisa sobre Gênero, na Universidade Stanford. O seu trabalho era apoiar a pesquisa sobre mulheres e gênero na Universidade Stanford, da engenharia à filosofia, medicina e administração. Em 2010 e 2014, apresentou o discurso de abertura e escreveu o artigo acadêmico base do Expert Group Meeting on Gender, Science, and Technology (Encontro do Grupo de Especialistas em Gênero, Ciência e Tecnologia, em tradução literal para o português), da Organização das Nações Unidas (ONU). As resoluções da ONU de março de 2011 exigiam "análises com base em gênero (...) em ciência e tecnologia" e integrações de uma "perspectiva de gênero nas disciplinas de ciência e tecnologia". Em 2013, apresentou um projeto sobre inovações de gênero no Parlamento Europeu. O projeto também foi apresentado na Assembleia Nacional da Coreia do Sul em 2016. Em 2015, falou para 600 participantes de 40 países sobre o projeto no Gender Summit 6 — Asia Pacific, um encontro voltado para inovações de gênero na pesquisa.
Schiebinger foi a primeira mulher da área de história a ganhar o prestigioso Prêmio de Pesquisa Humboldt, em 1999. Os seus interesses de pesquisa incluem etnia e gênero em ciência, tecnologia, engenharia e matemática, além de história do Atlântico Moderno. Em reconhecimento ao seu trabalho interdisciplinar, recebeu o Interdisciplinary Leadership Award, na Stanford Medical School, em 2010, o Linda Pollin Women’s Heart Health Leadership Award, da Cedars-Sinai Medical Center, em Los Angeles, em 2015, o Impact of Gender / Sex on Innovation and Novel Technologies Pioneer Award, em 2016, e o American Medical Women's Association President’s Recognition Award, em 2017.

## Trabalhos

### Curas secretas dos escravos (2017)
De 1932 a 1972 um total de 600 agricultores afro-americanos do Alabama foram analisados pelo serviço de saúde pública dos Estados Unidos no estudo Tuskegee Syphilis. O livro Secret Cures of Slaves: People, Plants, and Medicine in the Eighteenth-Century Atlantic World (Curas Secretas de Escravos: Pessoas, Plantas e Medicamentos no Mundo Atlântico do Século XVIII, em tradução literal para o português) analisa o contexto da experimentação médica com humanos no século XVIII e questiona se as grandes populações de escravos das plantações americanas eram usadas como cobaias. A principal descoberta é que nem sempre os médicos europeus utilizavam escravos como cobaias nas índias britânicas e francesas no século XVIII, uma vez que os escravos eram considerados propriedade valiosa dos proprietários de terras.
Em Secret Cures of Slaves, Schiebinger busca responder questões sobre raça e sexo em testes de medicamentos a partir de histórias do contexto da escravidão, expansão colonial e desenvolvimento dos testes de medicamentos e da ética médica da época. Especialmente, como os indivíduos eram escolhidos para os experimentos e como as noções de variabilidade e uniformidade em seres vivos eram desenvolvidas. Schiebinger também amplia nosso conhecimento sobre as contribuições africanas e ameríndias para a saúde. Do século XVI até o final do século XVIII, os europeus tendiam a valorizar o conhecimento médico de povos ao redor do mundo. Particularmente, dos povos experientes no que hoje conhecemos como medicina tropical. Por exemplo, os europeus testavam diversos procedimentos médicos no Caribe. Schiebinger ainda analisa a chamada medicina dos escravos (geralmente uma fusão de curas africanas e ameríndias) nas índias ocidentais no século XVIII para avaliar as contribuições africanas e americanas para a saúde. O cuidado tanto com os escravos quanto com os marinheiros e os soldados era uma preocupação financeira e moral no período. A autora explora a circulação do conhecimento médico entre África, Europa e Américas, ressaltando que o conhecimento foi construído em meio à conquista colonial, escravidão, violência e sigilos.

### Inovações de gênero (2009)
Schiebinger cunhou o termo inovações de gênero em 2005. Em 2011, firmou uma parceria com a Comissão Europeia para promover a linha de pesquisa e a metodologia criada e orientada por ela mesma Gendered Innovations in Science, Health & Medicine, Engineering, and Environment (Inovações de Gênero em Ciência, Saúde e Medicina, Engenharia e Meio Ambiente, em tradução literal para o português). O projeto reuniu mais de 80 cientistas naturais, engenheiros e especialistas em gênero em uma série de oficinas colaborativas que atraíram talentos dos Estados Unidos, Europa, Canadá e, mais recentemente, Ásia. O projeto serviu de base para exigências de "dimensão de gênero em pesquisa" no quadro de financiamento do Horizonte 2020 da Comissão Europeia.
O projeto desenvolveu métodos práticos de análise de gênero e sexo em ciências, tecnologia, engenharia e matemática e forneceu 26 estudos de casos que mostram como gênero e sexo levam às descobertas e às inovações, de pesquisas sobre células tronco à pesquisas sobre osteoporose em homens, modelos para testes de colisão envolvendo grávidas e tecnologia assistiva para idosos. Por exemplo, o estudo de caso do Google Tradutor. Em 2012, grupos que trabalham com inovações de gênero descobriram que o Google Tradutor define o pronome masculino como padrão porque "ele disse" é mais comumente encontrado que "ela disse" na Internet. A discriminação de gênero do passado acentua a desigualdade de gênero no futuro. O Google Tradutor herda preconceitos ao utilizar dados históricos. A discriminação de gênero é perpetuada mesmo quando universidades, governos e companhias implementam políticas para promover a igualdade. O projeto também criou condições para o desenvolvimento de uma ciência responsável pelo gênero. Schiebinger e colegas publicaram orientações para editores de periódicos médicos avaliarem a análise de gênero e sexo em artigos submetidos para publicação.

### Plantas e império (2004)
Em Plants and Empire: Colonial Bioprospecting in the Atlantic World (Plantas e Império: Bioprospecção Colonial no Mundo Atlântico, em uma tradução literal para o português), o foco muda da Europa para o Atlântico. Schiebinger desenvolve a agnotologia (história cultural da ignorância), metodologia que explora o movimento, o trinfo, a supressão e a extinção dos diversos conhecimentos nos encontros entre europeus e habitantes do Caribe no século XVIII. Enquanto boa parte da história da ciência colonial aborda como o conhecimento deslocou-se entre continentes e tradições heterodoxas, Schiebinger analisa porque conhecimentos importantes não foram transferidos do novo mundo para a Europa.
Schiebinger conta a estória de Maria Sibylla Merian, uma das poucas mulheres europeias a viajar pela ciência no século XVIII. Em Metamorphosis insectorum Surinamensium, a naturalista alemã gravou como populações de escravos africanos e indígenas em Suriname usaram as sementes de uma planta que ela identificou como flos pavonis (pavão flor) como abortivos para abortar seus filhos para que eles não se tornassem escravos também. Schiebinger revela como relações de gênero na Europa e em suas colonias indígenas ocidentais influenciaram o que bioprospectores europeus coletaram ou falharam em coletar à medida que entraram nas tradições de conhecimento do Caribe. De acordo com a autora, abortivos eram um corpo de conhecimento que não circularam livremente entre as índias ocidentais e a Europa. Os abortivos do novo mundo e as informações sobre seu uso foram impedidos de alcançar a Europa.
O livro ganhou o premio Atlantic History, da American Historical Association, em 2005, o Alf Andrew Heggoy Book Prize, da French Colonial Historical Society, em 2005, e o J. Worth Estes Prize for the History of Pharmacology, da American Association for the History of Medicine, em 2005.

### O femininismo mudou a ciência? (1999)
O Feminismo Mudou a Ciência? foi dividido em três sessões  — mulheres na ciência, gênero em culturas de ciência, gênero em substância de ciência. Schiebinger descreve os fatores que levaram à desigualdade entre homens e mulheres na área da ciência. Um conceito presente no livro é o privado versus o público, em que a esfera privada é vista como o domínio das mulheres e a esfera pública é vista como o domínio dos homens. Outro conceito presente no livro é que a ideia de incluir mulheres em áreas da ciência não significa que as ciências adotarão um ponto de vista mais feminista. O aumento no número de mulheres em uma determinada área não muda a cultura dessa mesma área. A construção de gênero influencia a prática da ciência, da evidência que os pesquisadores procuram às áreas que eles escolhem estudar. As várias contradições ao longo das conquistas e do silêncio das mulheres na ciência na história mostram como a natureza e a sociedade podem influenciar a ciência e o gênero. Schiebinger não apenas aborda o gênero no contexto da ciência como também analisa como o feminismo mudou ao longo da cultura e da história. É importante notar que o livro é escrito a partir de uma perspectiva ocidental e que a cultura discutida é a cultura do mundo ocidental. Em muitos casos, a cultura dos Estados Unidos.
A primeira sessão aborda os impactos de algumas das primeiras mulheres conhecidas por participar da ciência como Christine de Pizan e Marie Curie. A sessão também analisa o número de mulheres em várias áreas da ciência no final do século XX nos Estados Unidos. A sessão ainda argumenta que o reforço cultural dos papéis de gênero podem ajudar a explicar a menor quantidade de mulheres na ciência. A segunda sessão explica que a ciência foi concebida como sendo uma área masculina e que a divisão dos papéis de gênero na esfera privada pode impedir a evolução das mulheres em áreas científicas. A terceira sessão explora as perspectivas que as mulheres trouxeram para áreas como medicina, primatologia, arqueologia, biologia e física. De fato, Schiebinger afirma que a partir da escrita do livro as mulheres ganharam aproximadamente 80% de todos os doutorados em primatologia. Entretanto, um grande número de mulheres cientistas em uma área científica não leva necessariamente a uma mudança nas suposições da ciência ou da cultura da ciência.

### Corpo da natureza (1993)
Nature's Body: Gender in the Making of Modern Science (Corpo da Natureza: Gênero na Produção da Ciência Moderna, em tradução literal para o português) foca em como o conhecimento está relacionado com o gênero. Schiebinger mostra como o gênero estrutura aspectos importantes do conteúdo da ciência moderna recente, com estudos de casos que exploram o sexo de plantas, as políticas de gênero de taxonomias e nomenclaturas, o gênero de macacos e a agência atribuída às mulheres na formação de personagens raciais. O capítulo As Vidas Privadas das Plantas foca em Carl Linnaeus e como suas taxonomias contribuíram para neutralizar o papel da mulher na cultura moderna. A hipérbole pitoresca das plantas em núpcias em camas levemente perfumadas cercaram a descoberta da sexualidade das plantas. A sexualidade das plantas foi fortemente assimilada aos modelos heterossexuais das afeições humanas, mesmo a maioria das flores sendo hermafroditas. Schiebinger revela como a taxonomia remonta hierarquias sociais estabelecendo o taxon definido pelos estames masculinos acima do definido pelos pistilos femininos.
O capítulo mais conhecido é Why Mammals are Called Mammals (Por Que Mamíferos São Chamados de Mamíferos, em tradução literal para o português), com a história do seio no século XVIII na Europa. O capítulo aborda como as noções de gênero formaram as taxonomias e como essas taxonomias respaldaram os papéis de gênero na sociedade. O termo mammalia cunhado por Linnaeus ajudou a legitimar a reestruturação da sociedade europeia em uma era de reviravolta cultural e revolução, enfatizando o quão natural era para as fêmeas tanto humanas quanto não humanas amamentar os seus próprios filhos. O livro também contém capítulos sobre as origens dos estudos científicos de raça e sexo no século XVIII e a sua relação com questões sobre quem deveria ser incluído ou excluído de instituições científicas emergentes.
O livro ganhou o prêmio Ludwik Fleck, em 1995, da  Society for Social Studies of Science, e Why Mammals are Called Mammals, parte da capa do periódico American Historical Review, ganhou o prêmio History of Women in Science, em 1994, da History of Science Society.

### A mente não tem sexo? (1989)
O premiado trabalho histórico The Mind Has No Sex? Women in the Origins of Modern Science (A Mente Não Tem Sexo? Mulheres nas Origens da Ciência Moderna, em tradução literal para o português) foca na história do século XVIII da ciência e da medicina. O livro é um dos primeiros trabalhos acadêmicos a investigar gênero e mulheres nas origens da ciência moderna ocidental, expondo o mito do corpo natural e o mito do conhecimento neutro. Schiebinger demonstra que a reivindicação por objetividade era o elemento que mantinha um sistema que deixava invisível e fazia parecer justa a exclusão das mulheres na ciência. Segundo a autora, as mulheres estavam prontas e dispostas a ocupar seus lugares na ciência no início do período moderno na astronomia, física, matemática, anatomia e botânica.
Schiebinger identifica primeiramente essas mulheres e as estruturas da sociedade moderna europeia inicial que concedeu-lhes um lugar na ciência. Por exemplo, seu trabalho sobre mulheres alemãs como Maria Sibylla Merian e Maria Margarethe Winkelmann trabalhando em ciências de maneira semelhante às corporações de oficio. Schiebinger contou a estória da astrônoma Maria Margarethe Winkelmann e descreveu caminhos ignorados em relação às mulheres na ciência no século XVIII. Winkelmann candidatou-se para ser a astrônoma da academia real de ciências de Berlim quando seu marido morreu em 1710. Apesar do apoio do grande filósofo Gottfried Wilhelm Leibniz, ela foi rejeitada. Então, a porta fechou-se para as mulheres astrônomas nos próximos séculos.
A feminilidade também foi excluída da ciência moderna. A parte mais conhecida do livro é o capítulo Skeletons in the Closet (Esqueletos no Closet, em tradução literal para o português), que conta a estória das primeiras ilustrações de esqueletos de mulheres na anatomia europeia. Schiebinger argumenta que uma tentativa de definir a posição das mulheres (especialmente mulheres brancas de classe média) na sociedade europeia em geral e na ciência em particular gerou as primeiras representações do esqueleto feminino. Um grande debate emergiu sobre os pontos fracos e os pontos fortes desses esqueletos femininos, com foco nas representações do crânio como uma medida de inteligência e da pelvis como uma medida de feminilidade. Depois dos anos 1750, a anatomia da diferença do sexo forneceu uma espécie de base para construir relações naturais entre os sexos. A construção aparentemente superior do corpo (e da mente) masculino foi citada para justificar o seu papel social. Ao mesmo tempo, as particularidades do corpo feminino justificaram o seu papel natural como mulher e esposa. As mulheres não deveriam ser iguais aos homens na ciência e sociedade, mas seus complementos.
O livro foi traduzido para o japonês, alemão, chinês, português, espanhol, coreano e grego.

## Prêmios
- Honorary Doctorate (2017)
- Medical Women's Association President’s Recognition Award (2017)
- Impact of Gender/ Sex on Innovation and Novel Technologies Pioneer Award (2016)
- Linda Pollin Women’s Heart Health Leadership Award (2015)
- Elected to the American Academy of Arts and Sciences (2014)
- Honorary Doctorate (2013)
- Distinguished Affiliated Professor (2011 — )
- Board of Trustees (2011 — )
- Interdisciplinary Leadership Award (2010)
- Board of Trustees (2007 — 2009)
- Maria Goeppert-Meyer Distinguished Visitor (2006)
- Prize in Atlantic History (2005)
- Alf Andrew Heggoy Book Prize (2005)
- J. Worth Estes Prize for the History of Pharmacology (2005)
- Jantine Tammes Chair (2005)
- 1999 Alexander von Humboldt Research Prize, Berlin
- National Science Foundation Grant (2001 — 2004)
- National Science Foundation Scholars Award (2002 — 2004)
- Max-Planck-Institut für Wissenschaftsgeschichte (1999 — 2000)
- National Institutes of Health (1998)
- National Science Foundation Scholars Award (1996)
- Deutsche Forschungsgemeinschaft (1995)
- Margaret W. Rossiter History of Women in Science Prize (1994)
- National Science Foundation Scholars Award (1991 — 1993)
- Guggenheim Fellow (1991 — 1992)
- Rockefeller Foundation Humanist-in-Residence (1988 — 1989)
- National Endowment for the Humanities Fellowship (1986 — 1987)
- Rockefeller Foundation Fellowship (1985 — 1986)
- Summer 1985 Deutscher Akademischer Austauschdienst Grant
- Charlotte W. Newcombe Doctoral Dissertation Fellowship (1983 — 1984)
- Summer 1982 Marion and Jasper Whiting Fellowship
- Fulbright-Hayes Graduate Scholar in Germany (1980 — 1981)